# Cryptoramorphus floridanus
Cryptoramorphus floridanus är en skalbaggsart som beskrevs av White 1966. Cryptoramorphus floridanus ingår i släktet Cryptoramorphus och familjen trägnagare. Inga underarter finns listade i Catalogue of Life.